# Сантяго де Чиле
Вижте пояснителната страница за други значения на Сантяго.
Сантяго де Чиле (на испански: Santiago de Chile), или само Сантяго, е столицата на Чили. Градът е най-големият в страната, както и един от най-големите в Южна Америка.
Основан е от Педро де Валдивия на 12 февруари 1541 г. под името Сантяго дел Нуево Екстремо. Това е най-големият икономически и културен център на страната. Тук е концентрирана изпълнителната и съдебната власт на страната. По-голямата част от него е разположена на височина 500 – 650 m над морското равнище.

## История
Сантяго дел Нуево Екстремо е основан на 12 февруари 1541 г. от испанския конкистадор Педро де Валдивия в подножието на хълма Уелен (днес наричан Серо Санта Лусия). Кръстен е на светеца Яков Зеведеев. Педро де Валдивия създава равномерна улична мрежа, наподобяваща шахматна дъска. Шест месеца по-късно обаче местни мапуче воини почти унищожават новото селище, а колонизаторите почти измират от глад под натиска на туземците. По-късно Сантягао е построен наново, следвайки първоначалния план. Градът е разрушаван няколко пъти и от земетресения.
Към края на 16 век градът разполага с 200 къщи. Едва към края на 18 век той започва да развива инфраструктурата на нормален град – катедралата и президентското седалище са построени именно през този период. Междувременно, заможни земевладелци започват да стават преобладаващата икономическа и политическа сила в столицата.
Когато колониалната власт приключва в началото на 19 век, Сантяго все още е сравнително неразвит град с около 30 000 жители. Към средата на 19, отчасти благодарение на засиления износ покрай калифорнийската златна треска, населението на столицата набъбва до над 100 000 души.
През 1872 г. кмет става Бенхамин Викуня Макена и полага много усилия за развиването на града. Използвайки затворнически труд, той преобразува Санта Лусия в красивия публичен парк, който съществува и до днес. Освен това под негов надзор се прокарва канализацията на Мапочо и се построява Общински театър.
Все пак, не всеки чилиец просперира. Бедността докарва в градовете много земеделци. Така, в периода 1865 – 1875 г. населението на Сантяго нараства от 115 000 до 150 000 души. След края на Втората световна война, бързата индустриализация създава много градски работни места, но никога достатъчно, че да се удовлетвори търсенето. През 1960-те години, в хода продължителната градска миграция се образуват гета в покрайнините на града.
През 1973 г. в Сантяго се извършва държавния преврат, свалил от власт Салвадор Алиенде (първият демократично избран марксистки държавен глава в света) и поставил на негово място Аугусто Пиночет. Това са тежки времена за града, тъй като хиляди политически затворници са събрани на националния стадион, а центровете за изтезание и импровизираните затвори петнят Сантяго. Военната хунта, управляваща с желязна ръка, пропъжда голяма част от аристокрация та извън града. След възстановяването на демокрацията през 1990 г., белезите от диктатурата постепенно зарастват.
През 1990-те години градът претърпява бум на недвижимото имущество покрай построяването на много търговски центрове, а в източната част на града се появяват множество офис сгради. В днешно време, чилийската столица е голям метрополис, в който контрастират заможността в източните квартали и бедността в западните и южните части на града. Градските власти постепенно облекчават проблемите на града.

## География
Разположен е в подножието на Андите, на 570 метра надморска височина в северната част на Централната чилийска долина. На изток граничи с Андите, а на запад – с Крайбрежните Кордилери. През града тече река Мапочо.

### Климат
Сантяго има хладен полупустинен климат със средиземноморски черти: топло и сухо лято от октомври до март и хладни и влажни зими от април до септември. Валежите в града е много променливи и зависят в голяма степен от цикъла на Ел Ниньо. Най-влажната му година е 1900 г. с 819,7 mm, а най-сухата – 1924 г. с 66,1 mm. Валежите от сняг в самия град са редки.
Средните температури през годината са в граници от 8 °C през юни-юли до 20 °C през януари. През лятото, дневната температура често надхвърля 30 °C, а през зимата понякога спада по 0 °C. Преобладаващите ветрове са югозападни и развиват средна скорост от 15 km/h, особено през лятото.
| Климатични данни за Сантяго де Чиле                                                                                | Климатични данни за Сантяго де Чиле | Климатични данни за Сантяго де Чиле | Климатични данни за Сантяго де Чиле | Климатични данни за Сантяго де Чиле | Климатични данни за Сантяго де Чиле | Климатични данни за Сантяго де Чиле | Климатични данни за Сантяго де Чиле | Климатични данни за Сантяго де Чиле | Климатични данни за Сантяго де Чиле | Климатични данни за Сантяго де Чиле | Климатични данни за Сантяго де Чиле | Климатични данни за Сантяго де Чиле | Климатични данни за Сантяго де Чиле |
| Месеци | яну.                                | фев.                                | март                                | апр.                                | май                                 | юни                                 | юли                                 | авг.                                | сеп.                                | окт.                                | ное.                                | дек.                                | Годишно                             |
| Абсолютни максимални температури (°C)                                                                              | 39,3                                | 37,2                                | 36,8                                | 33,0                                | 31,1                                | 26,7                                | 28,2                                | 29,9                                | 32,9                                | 33,3                                | 34,7                                | 35,0                                | 39,3                                |
| Средни максимални температури (°C)                                                                                 | 29,9                                | 29,4                                | 27,5                                | 23,0                                | 18,3                                | 15,3                                | 14,7                                | 16,4                                | 18,7                                | 22,5                                | 25,9                                | 28,5                                | 22,5                                |
| Средни температури (°C)                                                                                            | 20,4                                | 19,5                                | 17,5                                | 13,7                                | 10,3                                | 8,3                                 | 7,5                                 | 8,9                                 | 11,1                                | 14,1                                | 16,9                                | 19,3                                | 14,0                                |
| Средни минимални температури (°C)                                                                                  | 12,0                                | 11,5                                | 9,9                                 | 7,1                                 | 4,7                                 | 3,5                                 | 2,5                                 | 3,6                                 | 5,4                                 | 7,3                                 | 9,1                                 | 11,0                                | 7,3                                 |
| Абсолютни минимални температури (°C)                                                                               | 2,7                                 | 1,2                                 | 0,7                                 | −2,6                                | −5,9                                | −6,5                                | −6,8                                | −6,2                                | −4,5                                | −2,8                                | 0,7                                 | 3,2                                 | −6,8                                |
| Средни месечни валежи (mm)                                                                                         | 0,4                                 | 0,8                                 | 6,1                                 | 12,0                                | 46,1                                | 68,7                                | 62,5                                | 44,2                                | 20,1                                | 10,0                                | 4,6                                 | 1,4                                 | 276,9                               |
| Средно количество слънчеви часове                                                                                  | 367                                 | 305                                 | 277                                 | 202                                 | 145                                 | 120                                 | 132                                 | 162                                 | 182                                 | 205                                 | 298                                 | 350                                 | 2745                                |
| --- | ----------------------------------- | ----------------------------------- | ----------------------------------- | ----------------------------------- | ----------------------------------- | ----------------------------------- | ----------------------------------- | ----------------------------------- | ----------------------------------- | ----------------------------------- | ----------------------------------- | ----------------------------------- | ----------------------------------- |
| Източник: Dirección Meteorológica de Chile (humidity and precipitation days 1970 – 2000), Ogimet (sun 1981 – 2010) |                                     |                                     |                                     |                                     |                                     |                                     |                                     |                                     |                                     |                                     |                                     |                                     |                                     |

## Население
По данни от преброяването през 2002 г., в столичния район на Сантяго живеят 5 428 590 души или 35,9% от населението на страната. Тази цифра отразява бързия растеж на града през 20 век – към 1907 г. в него живеят 383 587 души. Този демографски взрив се дължи отчасти на засилената миграция от минните градове в северните части на страната по време на икономическата криза през 1930-те години. Отделно, през 1940-те и 1960-те години се наблюдава наплив на пришълци от селските райони. Площта на града се удвоява от 1960 до 1980 г. Към 2002 г. 79% от жителите на града са родени в него.

## Икономика
Сантяго е промишленият и финансов център на Чили, генерирайки 45% от БВП на страната. Силната икономика и ниският правителствен дълг привличат мигранти от САЩ и Европа.
Постепенният икономически растеж на Сантяго го е превърнал в съвременен метрополис. Тук се намира най-високата сграда в Южна Америка – Гран Торе Сантяго. Градът разполага с няколко университета, както и развита транспортна инфраструктура. Най-обширната метро система в Южна Америка е тази на Сантяго.
Сантяго се класифицира с коефициент на Джини 0,47. Западната част на града е много по-бедна, отколкото източната. Сантяго разполага с много театри, търговски центрове, ресторанти и нощни клубове.

## Транспорт
Международно летище Артуро Мерино Бенитес е главното летище на града. То е основен хъб на авиолиниите LATAM Airlines, Sky Airline, Aerocardal и JetSmart. Разположено е в западната част на града, на 15 km от центъра му. Нарежда се на шесто място по пътнически трафик сред южноамериканските летища. Освен това градът разполага и с малко частно летище.
Сантяго е свързан с няколко града чрез железопътни линии: Ранкагуа, Сан Фернандо, Талка, Линарес и Чилан. Всичките влакове отпътуват или пристигат в централната жп гара. Съществуват планове за построяване на високоскоростна железница до Валпараисо.
През града преминават няколко градски магистрали. По тях се движат 37% от моторните превозни средства в Чили – общо 991 838 на брой. Градската автобусна мрежа е критикувана, поради липсата на редовни автобуси или застъпване на маршрутите им. Все пак, метрополитенът на Сантяго разполага с шест линии с обща дължина 142 km и 118 станции. Системата превозва около 2 400 000 пътници на ден.
Средната продължителност на пътуването до работното място в Сантяго през делничен ден е 84 минути. Средното пропътувано разстояние в една посока е 7,4 km.

## Екологични проблеми
Въздухът на Сантяго е най-замърсеният в Чили. През 1990-те години въздушното замърсяване спада с около 1/3, но от 2000 г. насам е постигнат само малък напредък. Всъщност, проучване от 2010 г. сочи, че замърсяването се е удвоило. Концентрацията на прахови частици във въздуха редовно надвишава стандартите на Световната здравна организация и се е превърнала в голям проблем за здравето на обществото.
Голям източник на въздушно замърсяване в града е комбинатът на медната мина Ел Тениенте, разположена на 110 km от центъра на Сантяго. През зимата, температурната инверсия кара смога и въздушното замърсяване да се задържат в ниските части на Сантяго.
Към март 2007 г. само 61% от отходните води на Сантяго се обработват, но към март 2012 г. вече 100% от тези води се пречистват. Така, Сантяго се превръща в първата латиноамериканска столица, която преработва всичките си отходни води.

## Известни личности
Родени в Сантяго
- Мишел Башле (р. 1951), политик
- Фернандо Гонсалес (р. 1980), тенисист
- Мануел Пелегрини (р. 1953), футболен треньор
- Марсело Риос (р. 1975), тенисист
- Луис Хименес (р. 1984), футболист
- Иван Саморано (р. 1967), футболист

Починали в Сантяго
- Пабло Неруда (1904 – 1973), писател и поет

## Побратимени градове
- Анкара, Турция (2000)
- Атина, Гърция
- Буенос Айрес, Аржентина (1992)
- Гуаякил, Еквадор
- Киев, Украйна (1998)
- Мадрид, Испания (1991)
- Маями, САЩ
- Минеаполис, САЩ (1961)
- Париж, Франция (1997, „партньорство“)
- Пекин, Китай (2007)
- Пласенсия, Естремадура Испания (2007)
- Рига, Латвия
- Сао Пауло, Бразилия (1998)
- София, България (2010)
- Хъфей, Китай (2007)

## Галерия
- Ла Монеда, президентството
- Борсата
- Катедралата
- Нощен изглед
- Кулата на Ентел
- Общинският театър
- Сантяго през зимата